# ماولبرون
ماولبرون (بالألمانية: Maulbronn) هي مدينة وبلدة ألمانية تقع في ألمانيا في منطقة إنتس. يقدر عدد سكانها بـ 6,802 نسمة .

## أعلام
- كارولين شيلينغ